# Faramea weddellii
Faramea weddellii är en måreväxtart som beskrevs av Paul Carpenter Standley. Faramea weddellii ingår i släktet Faramea och familjen måreväxter. Inga underarter finns listade i Catalogue of Life.